# Gunghuyana erismativerpa
Gunghuyana erismativerpa är en insektsart som beskrevs av Stiller 2001. Gunghuyana erismativerpa ingår i släktet Gunghuyana och familjen dvärgstritar. Inga underarter finns listade i Catalogue of Life.